# Маркауць-Ной
Маркауць-Ной (рум. Mărcăuţii Noi) — село в Молдові в Бричанському районі. Входить до складу комуни, центром якої є село Маркауць.
Станом на 2004 рік у селі проживало 32 українці (70%).
| Молдова | Це незавершена стаття з географії Молдови. Ви можете допомогти проєкту, виправивши або дописавши її. |